# Хьельструп, Арне
Арне Хьельструп MM (норв. Arne Kjelstrup; 30 октября 1913 — 5 мая 1995) — деятель норвежского Движения Сопротивления, известный по своему участию в атаке на заводы по производству тяжёлой воды в 1942—1943 годах и по командованию ячейкой D-161 организации «Milorg» (Конгсберг — Нумедал) во время операции «Саншайн» в 1944—1945 годах.

## Личная жизнь
Хьельструп родился в местечке Рьюкан. Позже переехал с родителями в Берум, работал до начала войны сантехником. После войны женился на Тулле Иргенс, участнице норвежского Сопротивления и операции «Старлайт» (часть операции «Саншайн»). Учился в Стокгольме, в Беруме работал в сантехническом бизнесе.

## Вторая мировая война
В апреле 1940 года Хьельструп был призван в норвежскую армию и участвовал в операции «Везерюбунг». В одном из боёв Хьелструп был ранен, однако пуля проникла неглубоко, пробив кусачки и не добравшись до жизненно важных органов норвежца. До конца жизни Хьелструп носил в себе эту пулю. После капитуляции страны Хьельструп уехал в Швецию и затем окольным путём (по маршруту Москва — Одесса — Стамбул — Суэц — Дурбан — Кейптаун — Тринидад — Галифакс — Ливерпуль) прибыл в Великобританию, в Лондон. Там он был зачислен в Управление специальных операций, в 1-ю отдельную норвежскую роту. 18 октября 1942 года группа «Рябчик» высадилась на плато Хардангервидда, в составе группы были Йенс-Антон Поульссон, Кнут Хёугланн и Клаус Хелберг. Команда приземлилась в Фьярефите (коммуна Сонгадален) и перебралась в Мёсватн, где подготовилась ко встрече с британскими диверсантами. Операция провалилась, поскольку два планёра и один перевозивший их самолёт разбились. Несколько месяцев команда провела зимой на плато до наступления операции «Ганнерсайд», когда в феврале 1943 года цех высокой концентрации всё-таки был уничтожен британцами и норвежцами.
После этой диверсии Хьельструп остался в Норвегии с Кнутом Хаукелидом и принял участие в организации групп Milorg в Западном Телемарке (группа «Бонзо»). Позднее он вернулся в Великобританию через Швецию. Имея звание сержанта, он прошёл интенсивные курсы военной подготовки, обучаясь взрывному делу и саботажу. В 1944 году он участвовал в операции «Саншайн» под руководством майора Лейфа Тронстада: операция была направлена на предотвращение массового подрыва немцами промышленных центров Норвегии. Хьельструп руководил отрядом в Нуре, насчитывавшем 900 человек к концу войны.
Остаток жизни Хьельструп провёл в Беруме. Он умер 5 мая 1995 года, незадолго до 50-летия освобождения Норвегии.

## Награды
- Медаль Святого Олафа (1943)
- Медаль Обороны 1940—1945
- Медаль 70-летия короля Хокона VII
- Звезда 1939—1945
- Воинская медаль
- Кавалер ордена Почётного легиона
- Военный крест 1939—1945